# Brewster F2A
De Brewster F2A (door de Britten Buffalo genaamd, door de Nederlanders Vliegende doodskist, en door de Finnen Parel van de lucht) was een uit Amerika afkomstig gevechtsvliegtuig ontwikkeld en gebouwd door de Brewster Aeronautical Corporation. Tijdens de Tweede Wereldoorlog werd het toestel door zowel de geallieerden als door de asmogendheden gebruikt. Ondanks zijn slechte reputatie, was hij redelijk succesvol tijdens luchtgevechten. Vooral de Finse luchtmacht heeft van 1940 tot 1948 veel successen geboekt met dit toestel.
De Brewster F2A dateerde van 1936, toen de Amerikaanse marine, die begreep dat de tijd van het dubbeldeksjachtvliegtuig voorbij was, specificaties bekendmaakte voor een enkeldeks jager. Toen hij pas in productie was, was de F2A tamelijk modern, maar ten tijde van de Japanse aanval op Pearl Harbor was de machine naar de opvattingen van die tijd alweer verouderd. De marine beschikte echter over te weinig vliegtuigen, en daarom werd de productie van dit type vergroot. De F2A was echter niet opgewassen tegen de Nakajima Ki-43 en leed in het begin van de oorlog ontstellende verliezen, voor hij als eerstelijnsvliegtuig geschrapt werd.

## Nederlands-Indië
De Militaire Luchtvaart van het Koninklijk Nederlands-Indisch Leger, kortweg ML-KNIL, had in totaal 144 Brewsters van het B-339C & 339D type besteld. Bij het uitbreken van de Tweede Wereldoorlog in Nederlands-Indië waren er 71 toestellen geleverd, waarvan enkele nog niet bruikbaar waren. De bruikbare toestellen vochten boven Singapore totdat ze teruggeroepen werden voor het uitvoeren van missies op Borneo en de verdediging van Java. Doordat de toestellen lichter waren dan het type dat de Amerikaanse legerluchtmacht gebruikte (F2A-3), waren de Brewsters uitermate geschikt voor luchtgevechten tegen de Japanse Nakajima Ki-43 Oscar-jagers, maar moesten ze het afleggen tegen de Mitsubishi Zero die veel sneller en wendbaarder was. Behalve als jagers werden de Brewsters ook gebruikt als lichte duikbommenwerpers tegen Japanse schepen. De laatste vlucht met Brewsters van de ML-KNIL was op 7 maart 1942 waarbij Kapt. Jacob Pieter van Helsdingen omkwam. In totaal kwamen zeventien ML-KNIL-piloten om het leven, werden er dertig Brewsters neergeschoten en vijftien op de grond vernietigd. De overige vliegtuigen waren verongelukt of veroverd (en vervolgens gebruikt) door de Japanners. In totaal haalden de Brewsters 55 Japanse vliegtuigen neer. Op 19 februari 1942 kwamen acht Brewsters een formatie van vijfendertig Japanse bommenwerpers, geëscorteerd door twintig Mitsubishi Zero's tegen. Tijdens het gevecht dat volgde, gingen er vier Brewsters verloren, maar werden er elf Japanse vliegtuigen neergeschoten.

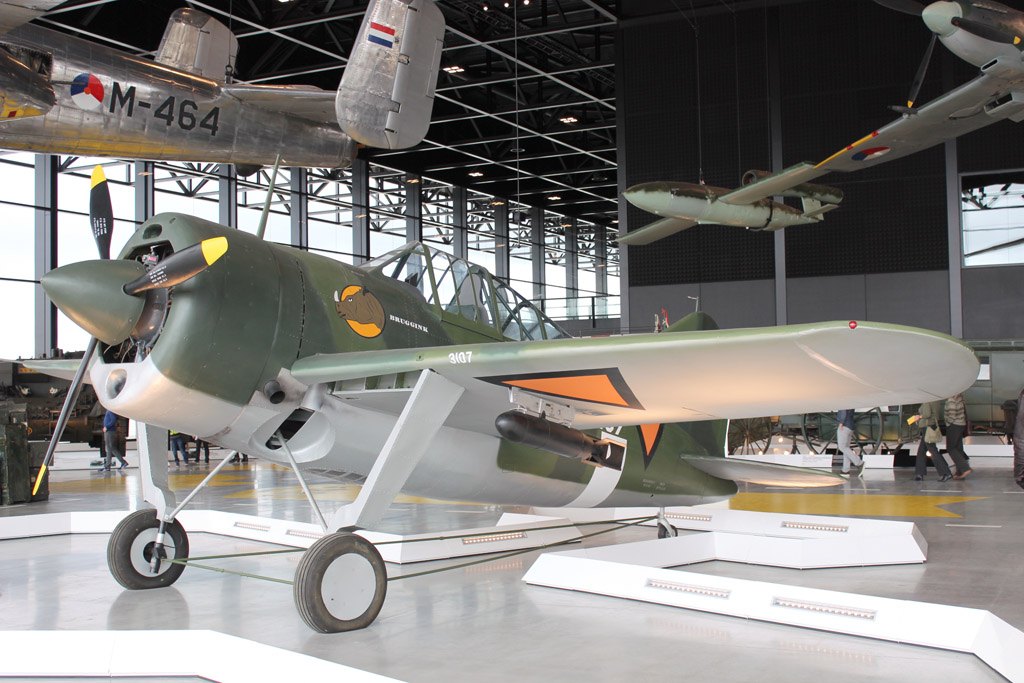
Replica van Brewster Buffalo B-3107 in het Nationaal Militair Museum
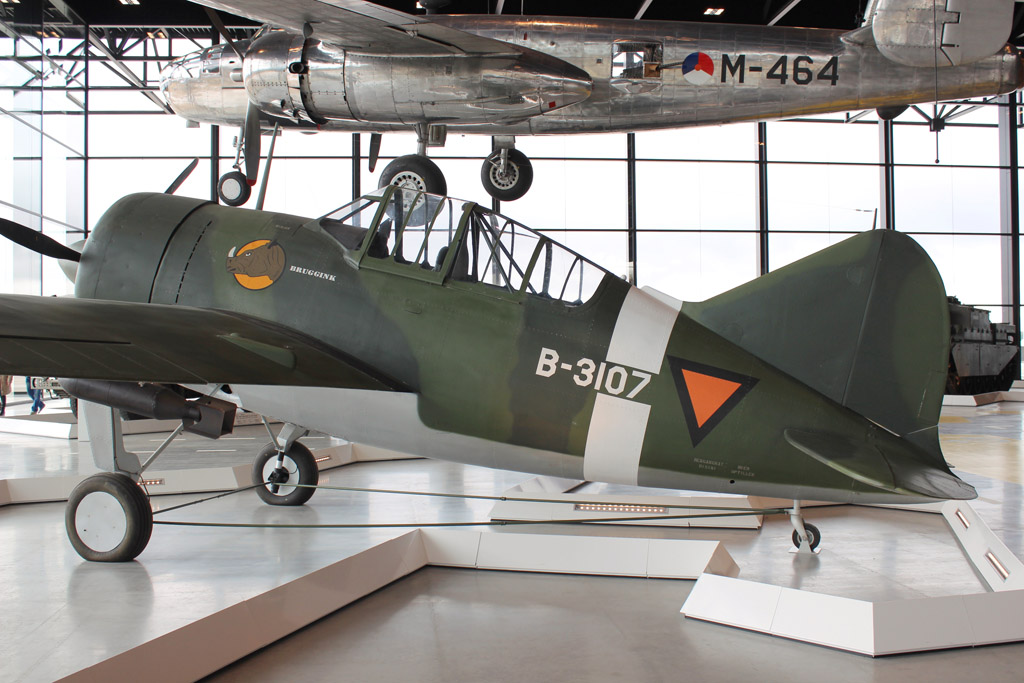
Replica van Brewster Buffalo B-3107 in het Nationaal Militair Museum